# Francis Herbert Bradley
Francis Herbert Bradley (30 de janeiro de 1846 - 18 de setembro de 1924) foi um filósofo inglês.Foi o membro mais influente do movimento filosófico conhecido por idealismo britânico. Esta corrente era tributária de Immanuel Kant, e do idealismo alemão representado Johann Fichte, Schelling e Hegel, embora tendesse a desvalorizar essas influências. 
Bradley rejeitou as tendências utilitaristas e empiristas da filosofia inglesa representada por John Locke, David Hume e John Stuart Mill. As suas ideias são por vezes comparadas com as do filósofo indiano Adi Shankara. Uma das características da abordagem filosófica de Bradley é a distinção da ambiguidade na linguagem, especialmente no interior de cada palavra, o que antecipou abordagens posteriores da filosofia da linguagem no século XX. 